# Сирійська національна армія
Сирійська національна армія (СНА; араб. الجيش الوطني السوري, аль-Джаїш аль-Вагані ас-Сурі; тур. Suriye Millî Ordusu) — озброєна сирійська опозиційна структура, що складається переважно з сирійських арабських та туркменських повстанців, що діють на півночі Сирії. Зосереджена в окупованих Туреччиною районах, що були захоплені під час операції «Щит Євфрату». Була офіційно заснована у 2017 році під егідою Туреччини, яка забезпечує фінансування, навчання та військову підтримку.
СНА бере свій початок від Вільної сирійської армії, децентралізованої групи озброєних опозиційних сил, заснованих 29 липня 2011 року колишніми офіцерами сирійської армії. Після того як у листопаді 2011 року Туреччина офіційно засудила режим Башара Асада, вона почала надавати опозиції зброю та тренування. Спочатку Вільна сирійська армія була ослаблена через внутрішні чвари, брак фінансування та конкуруючі ісламістські групи. У серпні 2016 року Туреччина почала збирати нову коаліцію сирійських повстанських груп, до якої входило багато колишніх бійців, намагаючись створити згуртованішу та ефективнішу опозиційну силу; Після операції «Щит Євфрату» турецький уряд координував дії з Тимчасовим урядом Сирії щодо формування «Національної армії» для забезпечення територіальних здобутків Туреччини.
Офіційними цілями СНА є створення «безпечної зони» на півночі Сирії, консолідація з іншими повстанськими угрупованнями та боротьба як з сирійськими урядовими силами, так і з ісламістами. Її присутність поширилася на сусідню провінцію Ідліб під час наступу сирійського уряду на північному заході 2019 року, після чого 4 жовтня 2019 року вона включила в себе Національний фронт визволення.
СНА тісно пов’язана з турецьким урядом, внаслідок чого критики описували СНА як допоміжну армію турецьких збройних сил і як «найманців». За межами Сирії Туреччина розгорнула бійців СНА як проксі-силу в конфліктах від Лівії до Південного Кавказу.

## Склад
Наприкінці червня 2017 року більшість груп протурецької Вільної сирійської армії організувались у три основні військові блоки: Блок Перемоги, Блок Султана Мурада та Блок Леванту. Однак частина інших груп залишилися незалежним. 30 грудня 2017 року угруповання об'єдналися як частини сирійської національної армії. До цього часу у складі СНА були створені три легіони: 1-й, 2-й та 3-й. 15 березня 2018 року повстанські угруповання в селі північного  Хомсу утворили 4-й легіон, хоча пізніше вони були евакуйовані до північного Алеппо.
У грудні 2019 року Туреччина почала направляти війська СНА до Лівії для підмоги уряду національної згоди, заснованому в Триполі на тлі Другої громадянської війни в Лівії. Кілька груп членів СНА взяли участь у цій операції, незважаючи на сильне несхвалення тимчасового уряду Сирії.
У квітні 2021 року в Ідлібі було створено додаткове військове формування під назвою Аль-Куват ар-Радіфа (Допоміжні сили).